# Scott Air Force Base

i7
i11
i13
Die Scott Air Force Base (kurz: Scott AFB, IATA-Code: BLV, ICAO-Code: KBLV) ist ein Stützpunkt der US-Luftwaffe nahe der Stadt Belleville im Bundesstaat Illinois, welche zum Großraum von St. Louis gehört. Auf der Scott AFB befinden sich die Hauptquartiere des United States Transportation Command, des Air Mobility Command, der 18th Air Force (dem zwölf Airlift Wings, Air Mobility Wings und Air Refueling Wings unterstehen) sowie der Air Force Communications Agency. Der Stützpunkt umfasst laut dem United States Census Bureau eine Fläche von 9,7 Quadratkilometern. Auf diesem Gelände leben (Angaben von 2000) 2.707 Personen bei einer Bevölkerungsdichte von 278,7/km². Die Air Force Base wird parallel als Zivilflughafen genutzt, dieser trägt die Bezeichnung MidAmerica St. Louis Airport.

## Geschichte
Während des Ersten Weltkriegs entstand auf einer Fläche von etwa 2500 m² nahe Belleville, Illinois, ein neuer Flugplatz. Laut Angaben der damaligen Regierung wurde er nach dem Coporal Frank S. Scott benannt, dem ersten US-Soldaten, der bei einem Flugzeugunfall ums Leben kam.
Im September des Jahres 1917 wurde mit dem Training der Piloten begonnen. Für das Training wurden hauptsächlich Flugzeuge des Typs Curtiss JN-3D verwendet. Diese nutzte man ebenfalls zur Entwicklung medizinischer Evakuierungsflugzeuge. Diese frühe Form der Luftevakuierung aus medizinischen Gründen sollte für die weitere Geschichte der Scott AFB eine Hauptrolle spielen. Nach dem Ende des Ersten Weltkriegs wurden die Einheiten des Stützpunktes demobilisiert. 1919 kaufte das War Department den Flughafen und es wurde Basis eines Teils des Vorläufers der späteren US Air Force, das Air Corps. Bis 1937 waren diese Teile des Air Corps hier stationiert. Am 2. Juni 1938 wurde entschieden die Scott Air Force Base zum Hauptquartier der United States Army Air Forces zu machen.
Im September 1991 wurde zwischen der U.S. Air Force und dem St. Clair County eine Vereinbarung zur zivilen Mitnutzung des Flughafens unterzeichnet. Dieser beinhaltete den Bau der 2438 Meter langen Start- und Landebahn 14L/32R und der rund 2134 Meter langen Rollbahn, die den zivilen und militärischen Teil des Flughafens verbindet. Das St. Clair County erwarb zwischen 1992 und 1995 für die Errichtung des Zivilflughafens rund 1690 Hektar Land. 
Im Juli 1993 empfahl die Base Realignment and Closure Commission (BRAC) die Schließung der O’Hare Air Reserve Station. Die dort stationierten Einheiten sollten zu einem anderen Stützpunkt verlegt werden. Die Kosten der Errichtung neuer Gebäude auf dem neuen Stützpunkt sollte die Stadt Chicago tragen. Im Juli 1995 gab die BRAC bekannt, in der Scott Air Force Base einen geeigneten Standort für das 126th Air Refueling Wing der Illinois Air National Guard gefunden zu haben. Voraussetzung dafür war die Erweiterung der neuen Start- und Landebahn 14L/32R auf 3048 Meter, damit diese von den Boeing KC-135 des 126th Air Refueling Wing ohne Einschränkungen genutzt werden kann. Im Oktober 1996 konnte sich die US-Regierung mit der Stadt Chicago einigen, die Verlängerung der Start- und Landebahn 14L/32R wurde anschließend umgesetzt. Die Eröffnung des MidAmerica St. Louis Airport erfolgte im November 1997.
Mittlerweile sind auf dem Stützpunkt alle Kommandos, die den Lufttransport der Streitkräfte der Vereinigten Staaten operationell steuern (Air Mobility Command) und führen (18th Air Force), beheimatet, sowie mit dem United States Transportation Command die Behörde, die grundsätzlich alle Transporteinsätze und größeren Verlegungen für die gesamten Streitkräfte plant.

## Verkehrszahlen

### Verkehrsreichste Strecken
| Rang | Stadt                             | Passagiere | Fluggesellschaft |
| ---- | --------------------------------- | ---------- | ---------------- |
| 01   | Destin–Fort Walton Beach, Florida | 31.900     | Allegiant        |
| 02   | St. Petersburg, Florida           | 26.490     | Allegiant        |
| 03   | Punta Gorda, Florida              | 23.740     | Allegiant        |
| 04   | Orlando–Sanford, Florida          | 22.090     | Allegiant        |
| 05   | Las Vegas, Nevada                 | 14.480     | Allegiant        |
| 06   | Fort Lauderdale, Florida          | 09.980     | Allegiant        |
| 07   | Jacksonville, Florida             | 09.270     | Allegiant        |
| 08   | Phoenix–Mesa, Arizona             | 09.250     | Allegiant        |
| 09   | Myrtle Beach, South Carolina      | 04.790     | Allegiant        |